# Działyńscy herbu Ogończyk

Ogończyk odmiana hrabiowska rodu Działyńskich

Działyńscy herbu Ogończyk – polski ród magnacki wywodzący się z ziemi dobrzyńskiej.   

## Historia
Nazwisko rodu pochodzi od nazwy Działynia w ziemi dobrzyńskiej. Protoplastą rodu był podkomorzy dobrzyński Piotr z Działynia (zm. 1441), syn Mikołaja z Kutna, a wnuk kasztelana dobrzyńskiego Andrzeja Ogona z Radzików i Woli. W XVI w., wchodzący już wówczas w skład polskiego możnowładztwa, ród Działyńskich zaczął przenikać z Kujaw do Prus Królewskich. Związki z dworem królewskim pozwoliły na szybkie osiągnięcie godności senatorskich przez pruską linię rodziny i statusu rodu magnackiego. Od połowy XVII w. kolejni przedstawiciele rodu Działyńskich przenosili się do Wielkopolski.  
Początkowo większe znaczenia miała pomorska linia rodu. Jednak w XVIII wieku, poprzez związki z Tarłami i Radomickimi, wzrosło znaczenie wielkopolskiej linii rodu. W XVIII wieku powstała również trzecia, mazowiecka linia Działyńskich, która jednak w ciągu dwóch pokoleń spadła do rangi szlachty szaraczkowej.
Ostatnim męskim przedstawicielem magnackiej linii wielkopolskiej był Jan Kanty Działyński (zm. 1880).

### Przedstawiciele rodu
Do Działyńskich herbu Ogończyk należeli, m.in.:
- Piotr z Działynia (zm. 1441), podkomorzy dobrzyński.
- Mikołaj Działyński (zm. 1490/1498), wojewoda inowrocławski.
- Piotr Działyński, kasztelan słoński.
- Mikołaj Działyński (zm. 1545), wojewoda pomorski.
- Paweł Działyński (1524–1583) kasztelan słoński, nieszawski, bobrownicki i dobrzyński.
- Jan Działyński (1510–1583), wojewoda chełmiński.
- Rafał Działyński (1510–1572), kasztelan brzesko-kujawski.
- Mikołaj Działyński (1540–1604), wojewoda chełmiński.
- Łukasz Działyński (1556–1582/1583), starosta brodnicki.
- Stanisław Działyński (1547–1617), wojewoda chełmiński i malborski.
- Michał Erazm Działyński (zm. 1657), biskup kamieniecki.
- Paweł Jan Działyński (1594–1643), podskarbi pruski.
- Adam Działyński (1614–1660), starosta bratiański, rotmistrz husarski.
- Stanisław Działyński (zm. 1677), wojewoda malborski.
- Tomasz Działyński (1656–1714), wojewoda chełmiński.
- Augustyn Działyński (1715–1759), wojewoda kaliski.
- Ksawery Działyński (1756–1819), senator-wojewoda Księstwa Warszawskiego i Królestwa Polskiego.
- Adam Tytus Działyński (1796–1861), działacz polityczny, mecenas sztuki.
- Jan Kanty Działyński (1829–1880), polski działacz społeczny i polityczny.
- Anna z Działyńskich Potocka (1846–1926), polska działaczka społeczna i oświatowa.
- Jadwiga z Działyńskich Zamoyska (1831–1923), katolicka działaczka społeczna.